# Будешть (Марамуреш)
Будешть, Будешті (рум. Budești) — село у повіті Марамуреш в Румунії. Адміністративний центр комуни Будешть.
Село розташоване на відстані 401 км на північний захід від Бухареста, 28 км на схід від Бая-Маре, 109 км на північ від Клуж-Напоки.

## Населення
За даними перепису населення 2002 року у селі проживали 2547 осіб, з них 2544 особи (99,9%) румунів. Рідною мовою 2545 осіб (99,9%) назвали румунську.

## Цікаві факти
У дерев'яній церкві на честь Святого Миколая у Будештях досі зберігаються сорочка, кольчуга та шолом Пинті Хороброго, відомого ватажка загону опришків.

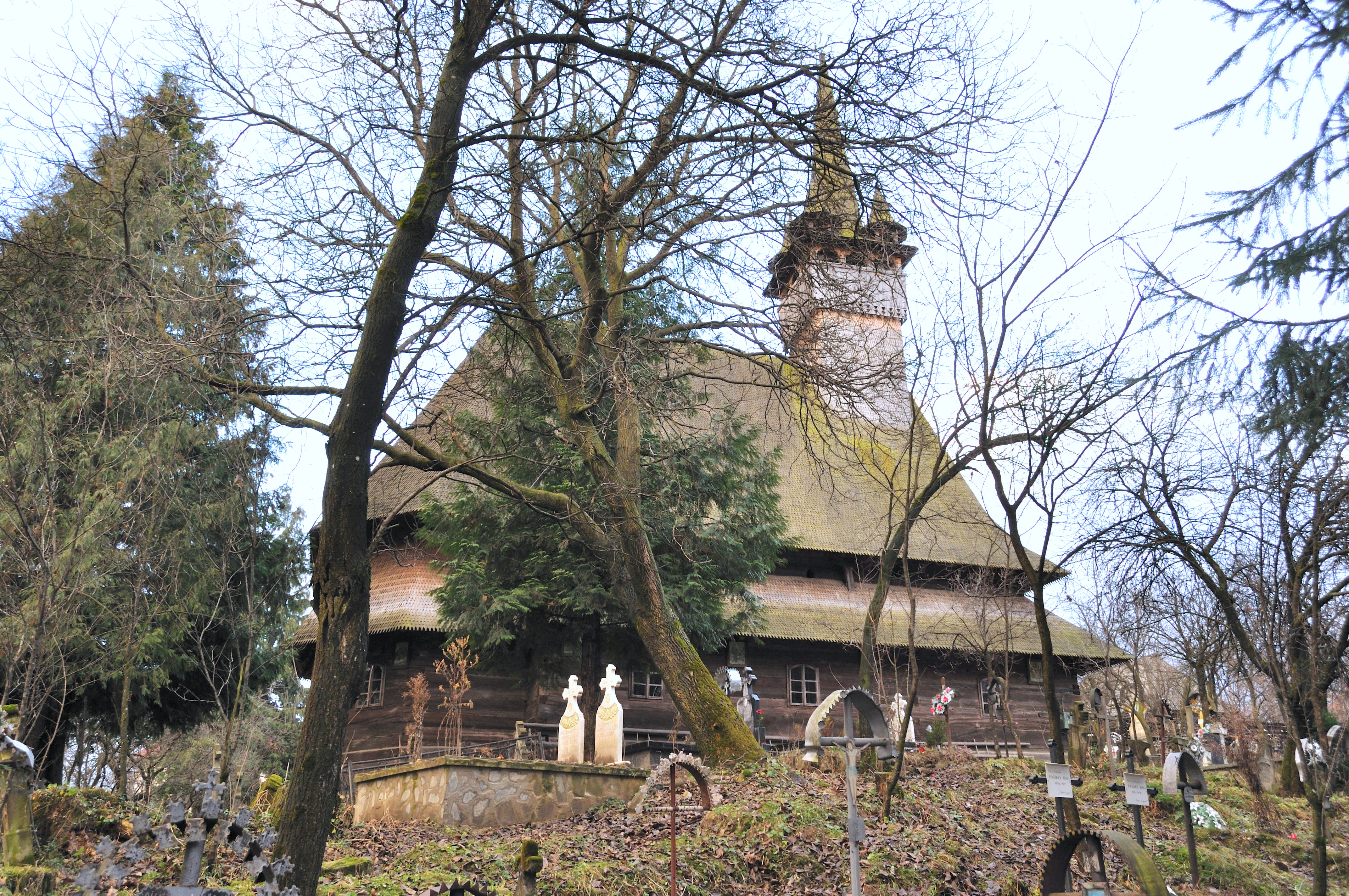
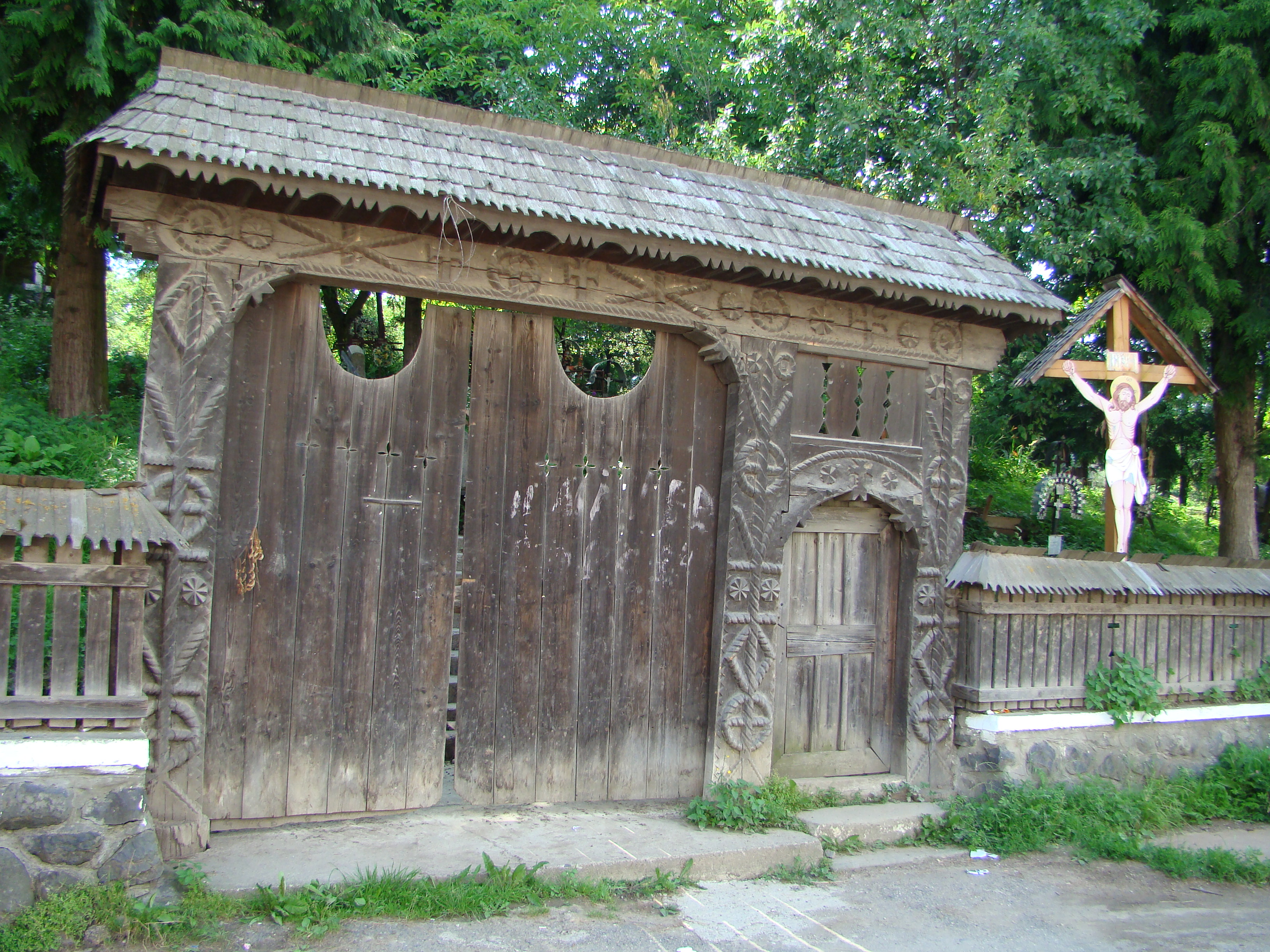
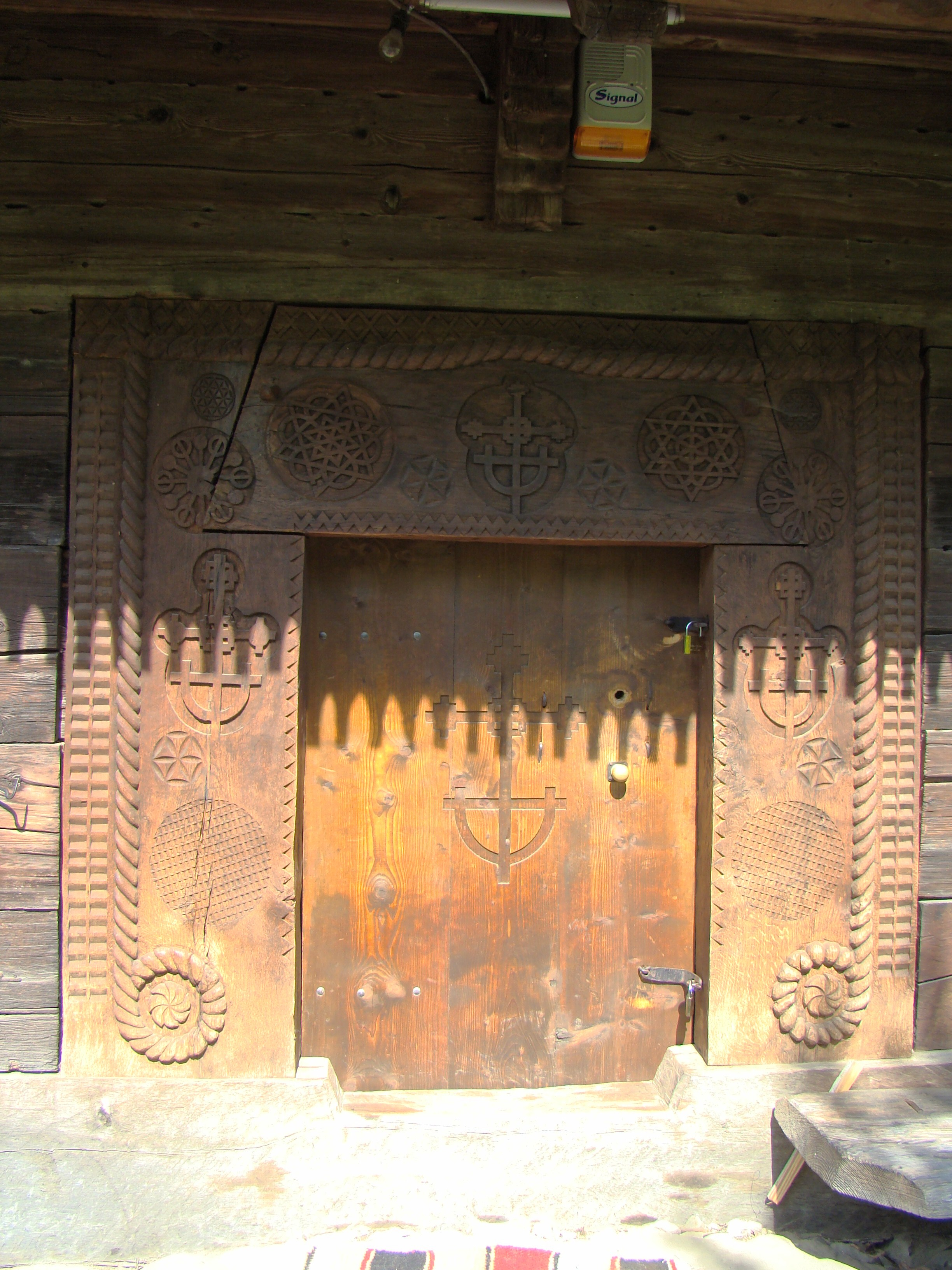
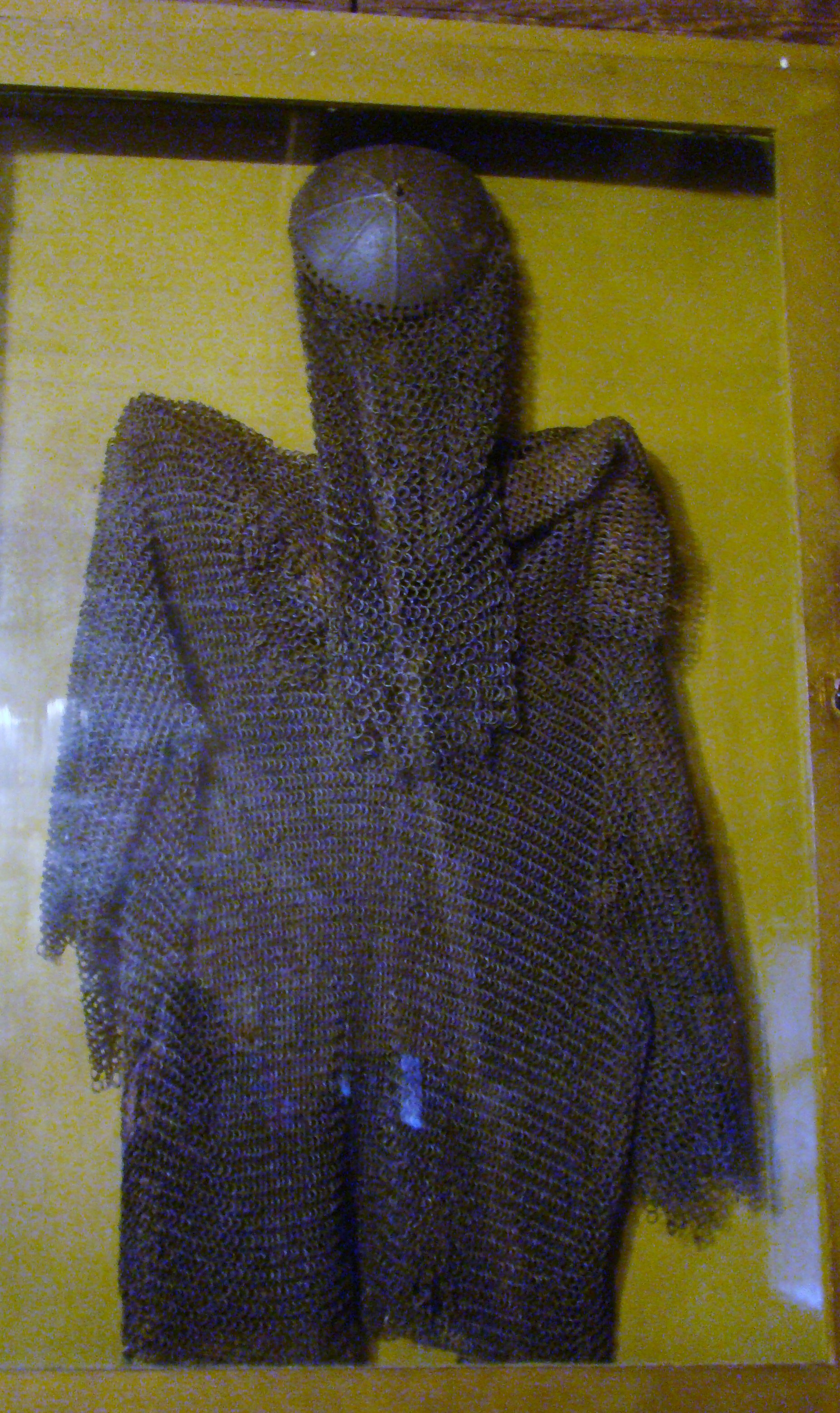